# Rúben Dias
Rúben dos Santos Gato Alves Dias (sinh ngày 14 tháng 5 năm 1997) là một cầu thủ bóng đá chuyên nghiệp người Bồ Đào Nha hiện đang thi đấu ở vị trí trung vệ cho câu lạc bộ Premier League Manchester City và đội tuyển bóng đá quốc gia Bồ Đào Nha. Nổi tiếng nhờ lối chơi giàu thể lực, tinh thần thi đấu năng nổ và có tố chất thủ lĩnh tốt ở trên sân, anh được đánh giá là một trong những trung vệ xuất sắc nhất thế giới trong thế hệ của mình.
Dias xuất thân từ lò đào tạo trẻ của Benfica. Anh bắt đầu chơi cho Benfica B vào năm 2015 và được đôn lên đội một vào năm 2017, và được vinh danh là "Cầu thủ trẻ xuất sắc nhất" của Primeira Liga. Mùa giải tiếp theo, màn trình diễn của Dias đã giúp Benfica giành chức vô địch mùa giải 2018–19 và sau đó là Supertaça Cândido de Oliveira trong mùa giải 2019–20, đồng thời có tên trong Đội hình xuất sắc nhất Primeira Liga, ra sân hơn 100 lần. trong quá trình. Anh đã ký hợp đồng với câu lạc bộ Premier League Manchester City vào tháng 9 năm 2020 với mức phí được báo cáo là 65 triệu euro, giành chức vô địch trong mùa giải đầu tiên của mình, dẫn dắt câu lạc bộ vào Chung kết Champions League đầu tiên của họ và nhận giải Cầu thủ xuất sắc nhất mùa giải của Premier League.
Dias là một cựu tuyển thủ trẻ Bồ Đào Nha, đại diện cho đất nước của anh ở các cấp độ U16, U17, U19, U20 và U21 tuổi. Anh đã có trận ra mắt quốc tế chuyên nghiệp trong màu áo đội tuyển quốc gia vào năm 2018, từ đó đại diện cho đất nước tham dự hai kỳ FIFA World Cup, vòng chung kết UEFA Nations League 2019 và hai kỳ UEFA Euro; anh đã vô địch giải đấu năm 2019 trên sân nhà, đồng thời được vinh danh là cầu thủ xuất sắc nhất trận đấu trong trận chung kết.

## Đầu đời
Sinh ra ở Amadora, Dias có một anh trai là Ivan, cũng là một cầu thủ bóng đá chuyên nghiệp, người đã đặt biệt danh cho anh là "Ruby". Khi lớn lên, thần tượng bóng đá của anh là John Terry, Nemanja Vidić, Rio Ferdinand và Vincent Kompany, họ đều thi đấu tại Premier League. Anh thi đấu ở bất cứ đâu dù là trên đường phố hoặc trong nhà cùng với anh trai mình.

## Sự nghiệp câu lạc bộ

### Benfica B
Dias bắt đầu sự nghiệp bóng đá tại Estrela da Amadora sau khi được gia đình đưa đến câu lạc bộ này. Ban đầu, anh chơi ở vị trí tiền đạo trước khi chuyển sang phòng thủ, do đội bóng anh để thua hai bàn trong một trận đấu. Trước khi chuyển đến lò đào tạo trẻ của Benfica năm 2008, nơi Dias ban đầu ở vị trí tiền vệ trước khi đá trung vệ cho đội bóng trẻ cho đến năm 2015. Cùng năm đó, vào ngày 30 tháng 9, anh ra có trận mắt chuyên nghiệp cho Benfica B trong trận đấu gặp Chaves tại LigaPro. Ngày 7 tháng 3 năm 2016, Dias được huấn luyện viên Rui Vitória gọi lên đội một Benfica tham dự trận gặp Zenit Saint Petersburg ở lượt về vòng 16 đội UEFA Champions League sau khi ba trong bốn trung vệ chính của đội bóng anh vắng mặt. Trong mùa giải tiếp theo, anh dẫn dắt Benfica B về vị trí thứ tư trong bảng xếp hạng. Đây là vị trí cao nhất từng có của câu lạc bộ ở LigaPro. Dias cũng giúp đội bóng tiến vào vòng chung kết UEFA Youth League 2016–17.

### Benfica

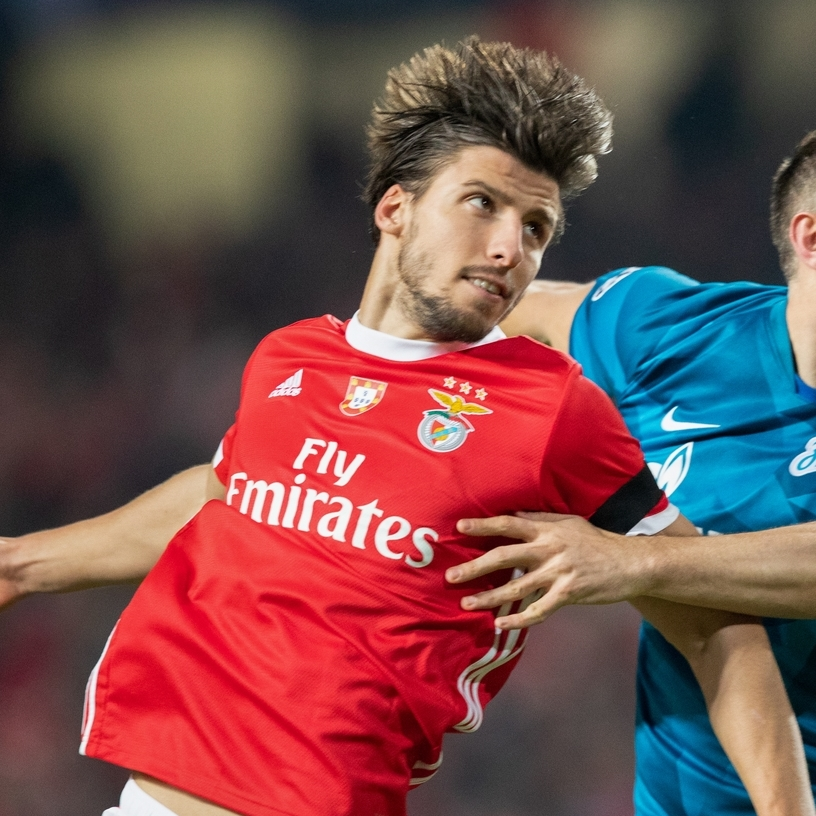
Dias thi đấu cho Benfica trong trận đấu ở UEFA Champions League 2019–20, gặp Zenit Saint Petersburg

Ngày 16 tháng 9 năm 2017, Dias ra mắt đội một trong trận đấu ở Primeira Liga, gặp Boavista. Sau hai tháng thể hiện ấn tượng, bao gồm cả hai trận gặp Manchester United tại Champions League, anh đã trải qua cuộc phẫu thuật do đau ruột thừa và phải nghỉ thi đấu một tháng. Anh đã có bàn thắng đầu tiên cho Benfica trong trận hoà 2–2 trước Vitória de Setúbal ở Taça da Liga vào ngày 29 tháng 12 năm 2017. Ngày 3 tháng 2 năm 2018, anh ghi bàn thắng đầu tiên tại Primeira Liga, khi đội bóng anh đánh bại Rio Ave với tỷ số 5–1. Vào cuối mùa giải, anh được vinh danh là cầu thủ trẻ xuất sắc nhất năm của Primeira Liga.
Sau nhiều tin đồn liên quan tới vụ Ruben Dias chuyển đến đội bóng Lyon ở Pháp, với mức phí cao. Tuy nhiên, anh đã gia hạn hợp đồng với Benfica cho đến năm 2023. Ngày 2 tháng 11 năm 2019, Dias có trận đấu thứ 100 cho câu lạc bộ và ghi bàn mở tỷ số vào lưới Rio Ave ở phút thứ 31 trong chiến thắng 2-0 trên sân nhà.
Ngày 26 tháng 9 năm 2020, Dias ghi bàn mở tỷ số vào lưới Moreirense trong chiến thắng 2–0. Sau trận đấu này, huấn luyện viên Jorge Jesus thừa nhận rằng đây cũng coi là trận đấu cuối cùng của anh cho Benfica.

### Manchester City

#### 2020–21: Mùa giải đầu tiên và giành danh hiệu châu Âu
Ngày 29 tháng 9 năm 2020, Rúben Dias ký hợp đồng với câu lạc bộ Manchester City tại Premier League, có thời hạn 6 năm với mức phí ban đầu là 68 triệu euro (61,64 triệu bảng Anh), kèm theo 3,6 triệu euro phụ phí tùy thuộc vào những thành tích. Trong khi đó, hậu vệ Nicolás Otamendi cũng đến Benfica với 15 triệu euro, nâng chi phí ròng của giao dịch lên đến 56,6 triệu euro (51 triệu bảng). Ngày 3 tháng 10 năm 2020, Dias có trận ra mắt cho Manchester City tại Premier League, trong trận hòa 1–1 trước Leeds United.

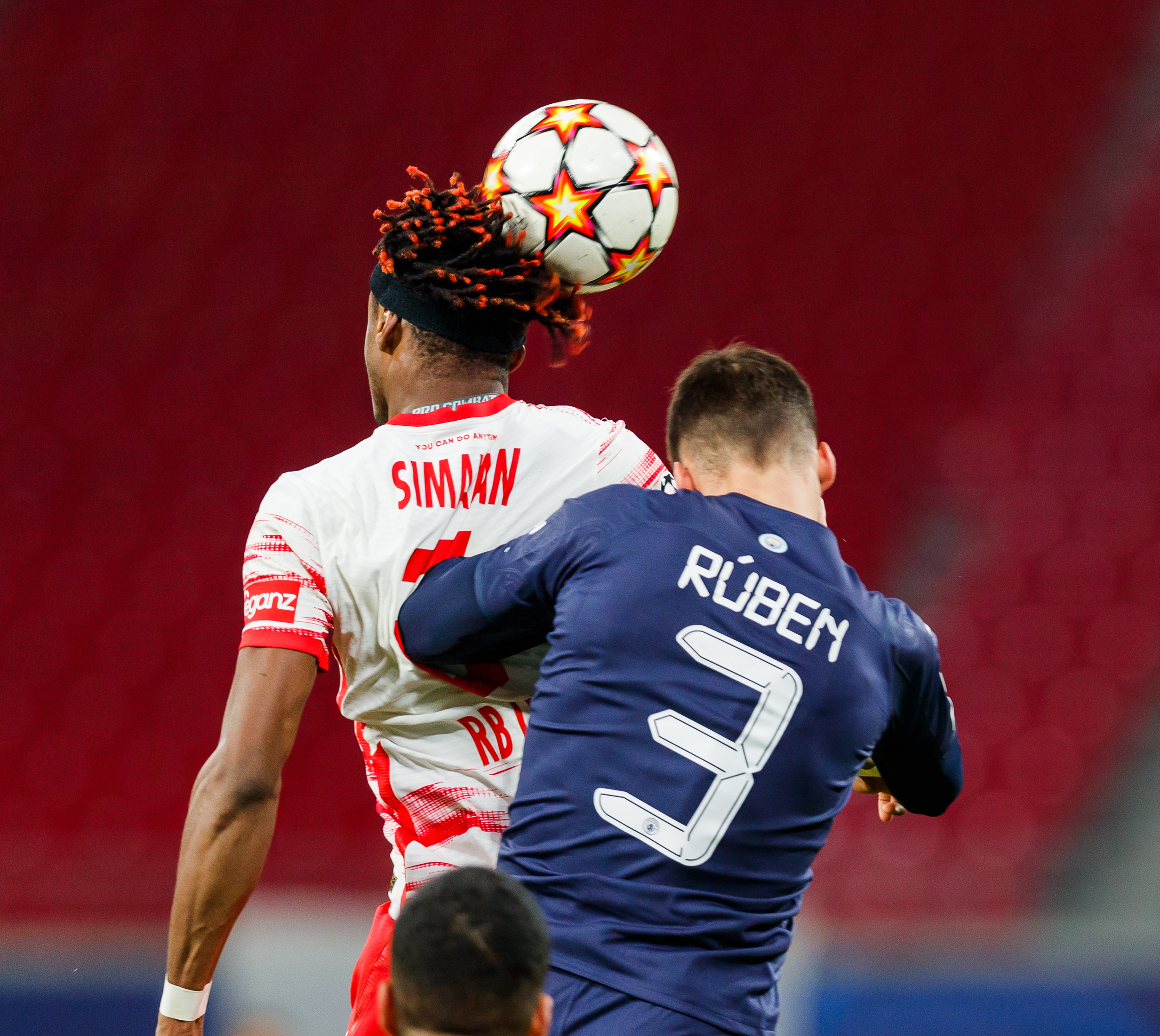
Rúben Dias thi đấu cho Manchester City năm 2021

Dias được vinh danh là Cầu thủ xuất sắc nhất tháng của Manchester City vào tháng 11 năm 2020, sau một loạt màn trình diễn mạnh mẽ. Anh đã có bàn thắng đầu tiên cho Manchester City vào ngày 27 tháng 2 năm 2021, trong chiến thắng 2–1 trên sân nhà trước West Ham United. Anh được ca ngợi là nhân tố quan trọng giúp Manchester City lên ngôi vô địch Premier League bằng cách mang lại sự điềm tĩnh, khả năng lãnh đạo và sự ổn định cho hàng thủ. Dias đã đoạt danh hiệu Cầu thủ xuất sắc nhất năm của FWA ở mùa giải 2020–21, cầu thủ này đã mô tả mình là "người chiến thắng thoải mái" trước Harry Kane và Kevin De Bruyne, đồng thời trở thành hậu vệ đầu tiên giành được danh hiệu này kể từ Steve Nicol trong mùa giải 1988–89. Anh cũng được vinh danh là Cầu thủ xuất sắc nhất mùa giải của Manchester City và Cầu thủ xuất sắc nhất mùa giải Premier League.

#### 2021–22: Giành chức vô địch Premier League lần thứ hai
Ngày 15 tháng 9 năm 2021, Dias lần đầu tiên làm đội trưởng Manchester City trong trận gặp RB Leipzig tại UEFA Champions League trên sân nhà, thực hiện pha kiến tạo cho Jack Grealish ghi bàn ở phút thứ 56, trận đấu này kết thúc với chiến thắng tỷ số 6–3. Ngày 1 tháng 12, anh ghi bàn mở tỷ số cho Manchester City trong chiến thắng 2–1 trước Aston Villa, với bàn thắng đầu tiên từ ngoài vòng cấm trong sự nghiệp của mình.
Ngày 4 tháng 3 năm 2022, Rúben Dias bị dính chấn thương gân khoeo và phải nghỉ thi đấu 6 tuần, khiến anh bỏ lỡ các trận bao gồm trận derby Manchester thứ hai ở mùa giải, trận lượt về vòng 16 đội Champions League của Manchester, gặp Sporting CP và trận play-off của Bồ Đào Nha giành vé dự FIFA World Cup 2022 .  Anh đã trở lại sau chấn thương vào ngày 20 tháng 4, vào sân thay cho Nathan Aké ở phút thứ 46 trong chiến thắng 3–0 trước Brighton & Hove Albion. Ngày 7 tháng 5, Dias lại dính một chấn thương gân khoeo khác trong trận đấu gặp Newcastle United, khiến anh phải ngồi ngoài trong phần còn lại của mùa giải.

## Sự nghiệp quốc tế

### Đội tuyển trẻ
Dias đại diện cho đội U17 tại Giải vô địch U-17 châu Âu 2014. Hai năm sau, anh là đội trưởng của U19 tại Giải vô địch U-17 châu Âu 2016. Một năm sau, anh vẫn là đội trưởng của U20 tại FIFA U-20 World Cup 2017, U-20 Bồ Đào Nha đã bị loại sau trận thua 5–4 trên chấm phạt đền Uruguay ở tứ kết giải đấu. Ngày 5 tháng 9 năm 2017, anh có trận ra mắt cho U17 Bồ Đào Nha, trong trận gặp Wales ở vòng loại Giải vô địch U-17 châu Âu 2019.

### Đội tuyển quốc gia
Ngày 15 tháng 3 năm 2018, Dias đã được huấn luyện viên Fernando Santos gọi lên đội uyển quốc gia Bồ Đào Nha trước các trận giao hữu quốc tế gặp Ai Cập và Hà Lan. Tuy nhiên, 4 ngày sau, anh bị loại khỏi đội hình sau khi bị bong gân mắt cá chân phải. Ngày 17 tháng 5 năm 2018, Dias được đưa vào danh sách 23 cầu thủ của Bồ Đào Nha tham dự FIFA World Cup 2018.. Mười một ngày sau, anh có trận mắt quốc tế trong trận giao hữu gặp Tunisia. Mặc dù có mặt tại World Cup, nhưng anh không được đá trận đấu nào của Bồ Đào Nha ở giải đấu này.
Sau FIFA World Cup, Dias bắt đầu khẳng định mình ở vị trí trung vệ, vượt qua vị trí của José Fonte và Pepe, góp mặt trong tất cả các trận đấu UEFA Nations League 2018–19 của Bồ Đào Nha, giúp họ tiến vào Chung kết UEFA Nations League 2019 tại Sân vận động Dragão. Ngày 9 tháng 6, Bồ Đào Nha đánh bại Hà Lan với tỷ số 1–0 ở trận chung kết của giải đấu, Dias được vinh danh là cầu thủ xuất sắc nhất trận đấu này. Với những màn trình diễn của anh trong suốt giải đấu, anh được được góp mặt trong "Đội hình tiêu biểu"
Ngày 17 tháng 11, Dias ghi bàn thắng quốc tế đầu tiên tại UEFA Nations League 2020-21, lập một cú đúp trong chiến thắng 3–2 trước Croatia.
Dias đã được gọi lên đội tuyển Bồ Đào Nha tham dự UEFA Euro 2020. Ngày 19 tháng 6 năm 2021, anh đá phản lưới nhà ở phút thứ 35 trong trận thua 2–4 trước Đức. Anh đã xuất hiện trong tất cả các trận đấu của Bồ Đào Nha, nhưng cuối cùng họ bị loại ở vòng 16, sau trận thua 0–1 trước Bỉ.
Tháng 10 năm 2022, anh có tên trong danh sách sơ bộ ban đầu gồm 55 cầu thủ của Bồ Đào Nha tham dự FIFA World Cup 2022 tại Qatar, được đưa vào danh sách 26 cầu thủ cuối cùng của Bồ Đào Nha ở giải đấu này.

## Phong cách chơi
Dias là một trung vệ thuận chân phải, mạnh mẽ về thể chất, thường đá ở vị trí hậu vệ cánh trái, do có thể chuyền bóng bằng cả hai chân một cách thoải mái. Anh còn chuyền theo các hướng khác nhau, ngay cả khi đồng đội cùng phía với anh, chuyển sang thực hiện các đường chuyền dọc. Kết hợp cả hai chân với khả năng chuyền bóng rất tốt, Dias có khả năng lối chơi theo bất kỳ hướng nào từ phía sau. Anh cũng rất bình tĩnh với trái bóng và hiếm khi thấy mình bị áp lực. Dias chuyền bóng rất thành thạo, đặc biệt là những đường chuyền dài vì chất lượng và khả năng chuyền bóng của anh giúp đội bóng lấy lại được quyền kiểm soát bóng. Anh cũng chiếm ưu thế trên sân cỏ, giành chiến thắng trong hầu hết các pha tranh chấp, khi tìm thấy đội bóng một cách thường xuyên. Dias có pha tranh chấp tốt vì rất giỏi trong việc áp sát các cầu thủ để giành lại bóng.
Huấn luyện viên Manchester City, Pep Guardiola, người đã nói rằng "Rúben Dias là một trung vệ dẫn dắt hàng phòng ngự và giúp cầu thủ khác cũng đưa ra quyết định đúng đắn, điều tương tự cũng xảy ra với các tiền vệ […] cầu thủ này có khả năng thi đấu mọi thời điểm của trận đấu [...] luôn tập trung vào những gì mà cậu phải làm và cậu làm cho đối tác của mình trở nên tốt hơn." José Mourinho cũng ca ngợi Rúben Dias là "trung vệ xuất sắc nhất thế giới [...] tại Premier League, [cậu] vươn tới đẳng cấp mới".
Cựu cầu thủ Manchester United, Gary Neville nói rằng "Dias là kiểu cầu thủ khiến toàn đội cảm thấy an toàn." Trong khi đó, cựu cầu thủ Liverpool, Jamie Carragher cũng so sánh giữa Rúben Dias và hậu vệ Barcelona, Carles Puyol và nói rằng "số lần đánh chặn" trong một trận đấu ở UEFA Champions League. Điều này khiến cầu thủ Dias nhớ đến hậu vệ huyền thoại John Terry. Ngoài ra, Carragher còn ca ngợi cầu thủ này về "kỹ năng lãnh đạo".

## Thống kê sự nghiệp

### Club
Tính đến ngày 19 tháng 5 năm 2024
| Câu lạc bộ          | Mùa giải            | Giải đấu            | Giải đấu | Giải đấu | Cúp Quốc gia | Cúp Quốc gia | Cúp Liên đoàn | Cúp Liên đoàn | Châu Âu | Châu Âu | Khác | Khác | Tổng cộng | Tổng cộng |
| Câu lạc bộ          | Mùa giải            | Hạng                | Trận     | Bàn      | Trận         | Bàn          | Trận          | Bàn           | Trận    | Bàn     | Trận | Bàn  | Trận      | Bàn       |
| ------------------- | ------------------- | ------------------- | -------- | -------- | ------------ | ------------ | ------------- | ------------- | ------- | ------- | ---- | ---- | --------- | --------- |
| Benfica B           | 2015–16             | LigaPro             | 26       | 0        | —            | —            | —             | —             | —       | —       | —    | —    | 26        | 0         |
| Benfica B           | 2016–17             | LigaPro             | 28       | 0        | —            | —            | —             | —             | —       | —       | —    | —    | 28        | 0         |
| Benfica B           | 2017–18             | LigaPro             | 1        | 0        | —            | —            | —             | —             | —       | —       | —    | —    | 1         | 0         |
| Benfica B           | Tổng cộng           | Tổng cộng           | 55       | 0        | —            | —            | —             | —             | —       | —       | —    | —    | 55        | 0         |
| Benfica             | 2017–18             | Primeira Liga       | 24       | 3        | 1            | 0            | 3             | 1             | 2       | 0       | 0    | 0    | 30        | 4         |
| Benfica             | 2018–19             | Primeira Liga       | 32       | 3        | 5            | 0            | 3             | 0             | 15      | 1       | —    | —    | 55        | 4         |
| Benfica             | 2019–20             | Primeira Liga       | 33       | 2        | 5            | 0            | 2             | 0             | 8       | 1       | 1    | 0    | 49        | 3         |
| Benfica             | 2020–21             | Primeira Liga       | 2        | 1        | —            | —            | —             | —             | 1       | 0       | —    | —    | 3         | 1         |
| Benfica             | Tổng cộng           | Tổng cộng           | 91       | 9        | 11           | 0            | 8             | 1             | 26      | 2       | 1    | 0    | 137       | 12        |
| Manchester City     | 2020–21             | Premier League      | 32       | 1        | 4            | 0            | 3             | 0             | 11      | 0       | —    | —    | 50        | 1         |
| Manchester City     | 2021–22             | Premier League      | 29       | 2        | 2            | 0            | 0             | 0             | 8       | 0       | 1    | 0    | 40        | 2         |
| Manchester City     | 2022–23             | Premier League      | 26       | 0        | 3            | 0            | 1             | 0             | 12      | 1       | 1    | 0    | 43        | 1         |
| Manchester City     | 2023–24             | Premier League      | 30       | 0        | 4            | 0            | 0             | 0             | 9       | 0       | 2    | 0    | 45        | 0         |
| Manchester City     | Tổng cộng           | Tổng cộng           | 117      | 3        | 13           | 0            | 4             | 0             | 40      | 1       | 4    | 0    | 178       | 4         |
| Tổng cộng sự nghiệp | Tổng cộng sự nghiệp | Tổng cộng sự nghiệp | 263      | 12       | 24           | 0            | 12            | 1             | 66      | 3       | 5    | 0    | 370       | 16        |

1. ↑  Bao gồm Taça de Portugal, Cúp FA
2. ↑  Includes Taça da Liga, Cúp FA
3. 1 2 3 4 5 6  Ra sân tại UEFA Champions League
4. ↑  9 lần ra sân tại UEFA Champions League, 6 lần ra sân và ghi một bàn thắng tại UEFA Europa League
5. ↑  6 lần ra sân tại UEFA Champions League, 2 lần ra sân và ghi một bàn thắng tại in UEFA Europa League
6. ↑  Ra sân tại Supertaça Cândido de Oliveira
7. 1 2  Ra sân tại FA Community Shield
8. ↑  1 lần ra sân tại FA Community Shield, 1 lần ra sân tại FIFA Club World Cup

### Đội tuyển quốc gia
Tính đến ngày 11 tháng 6 năm 2024.
| Bồ Đào Nha | Bồ Đào Nha | Bồ Đào Nha |
| Năm        | Số trận    | Số bàn     |
| ---------- | ---------- | ---------- |
| 2018       | 7          | 0          |
| 2019       | 10         | 0          |
| 2020       | 7          | 2          |
| 2021       | 13         | 0          |
| 2022       | 7          | 0          |
| 2023       | 9          | 0          |
| 2024       | 3          | 0          |
| Tổng cộng  | 56         | 3          |

Tính đến ngày 4 tháng 6 năm 2023
Tỷ số và kết quả liệt kê bàn thắng đầu tiên của Bồ Đào Nha, cột điểm cho biết điểm số sau mỗi bàn thắng của Rúben Dias.

### Bàn thắng quốc tế
| #  | Ngày                 | Địa điểm                                       | Đối thủ  | Bàn thắng | Kết quả | Giải đấu                    |
| -- | -------------------- | ---------------------------------------------- | -------- | --------- | ------- | --------------------------- |
| 1. | 17 tháng 11 năm 2020 | Sân vận động Poljud, Split, Croatia            | Croatia  | 1–1       | 3–2     | UEFA Nations League 2020–21 |
| 2. | 17 tháng 11 năm 2020 | Sân vận động Poljud, Split, Croatia            | Croatia  | 3–2       | 3–2     | UEFA Nations League 2020–21 |
| 3. | 4 tháng 6 năm 2023   | Sân vận động José Alvalade, Lisbon, Bồ Đào Nha | Phần Lan | 1–0       | 4–2     | Giao hữu                    |

## Danh hiệu

### Câu lạc bộ

#### Benfica
- Primeira Liga: 2018–19[67]
- Siêu cúp Bồ Đào Nha: 2019[68]

#### Manchester City
- Premier League: 2020–21, 2021–22[69], 2022–23, 2023–24
- FA Cup: 2022–23
- EFL Cup: 2020–21
- FA Community Shield: 2024
- UEFA Champions League: 2022–23
- UEFA Super Cup: 2023
- FIFA Club World Cup: 2023

### Bồ Đào Nha
- UEFA Nations League: 2018–19[70]

### Cá nhân
- Đội hình tiêu biểu Giải vô địch bóng đá U-19 Châu Âu: 2016[71]
- Giải Cosme Damião: 2017[72]

- Cầu thủ trẻ xuất sắc nhất Primeira Liga: 2017–18
- Cầu thủ xuất sắc nhất trận chung kết UEFA Nations League: 2019[73]
- Đội hình tiêu biểu Vòng chung kết UEFA Nations League: 2019[74]
- Đội hình tiêu biểu Primeira Liga: 2019-20[75]
- Cầu thủ xuất sắc nhất năm của FWA: 2020-21[76]
- Đội hình xuất sắc nhất năm của PFA: 2020-21[77]
- Cầu thủ xuất sắc nhất mùa giải của Manchester City: 2020–21[78]
- Đội hình xuất sắc nhất UEFA Champions League: 2020–21[79]
- Cầu thủ Ngoại hạng Anh xuất sắc nhất mùa giải: 2020–21
- Đội hình tiêu biểu của ESM: 2020-21[80]
- FIFA FIFPro World11: 2021[81]